# North Myrtle Beach
North Myrtle Beach é uma cidade localizada no estado norte-americano de Carolina do Sul, no Condado de Horry.

## Demografia
Segundo o censo norte-americano de 2000, a sua população era de 10.974 habitantes.
Em 2006, foi estimada uma população de 14.972, um aumento de 3998 (36.4%).

## Geografia
De acordo com o United States Census Bureau tem uma área de
35,0 km², dos quais 33,8 km² cobertos por terra e 1,2 km² cobertos por água.

## Localidades na vizinhança
O diagrama seguinte representa as localidades num raio de 16 km ao redor de North Myrtle Beach.